# Макреј (Џорџија)
Макреј (Џорџија) (енгл. McRae) град је у америчкој савезној држави Џорџија. По попису становништва из 2010. у њему је живело 5.740 становника.

## Демографија
Према попису становништва из 2010. у граду је живело 5.740 становника, што је 3.058 (114,0%) становника више него 2000. године.
| Група             | 2000.         | 2010.         |
| Белци             | 1.477 (55,1%) | 1.885 (32,8%) |
| Афроамериканци    | 1.145 (42,7%) | 2.309 (40,2%) |
| Азијати           | 8 (0,3%)      | 88 (1,5%)     |
| Хиспаноамериканци | 42 (1,6%)     | 1.584 (27,6%) |
| Укупно            | 2.682         | 5.740         |